# 煥鏞箣竹
煥鏞箣竹（学名：Bambusa chunii）是香港獨有的百合植物綱鴨跖草亞綱莎草目禾本科箣竹屬植物。於1980年在元朗錦田高埔村發現，經過賈良智、馮學琳鑑定後確定為新品種，並以香港植物學家陳煥鏞教授而命名。根狀莖粗短型。喬木狀、稈叢生，高約11米下部略呈之字形曲折。節間有厚壁，幼時疏被上小刺毛，基部微微腫脹。
本种以植物学家陈焕镛的名字命名。